# Andriej Wołyniec
Andriej Iwanowicz Wołyniec, Andrej Iwanawicz Wałyniec (ros. Андре́й Ива́нович Волы́нец, biał. Андрэй Іванавіч Валынец, ur. 6 stycznia?/19 stycznia 1904 we wsi Żełtki w guberni wileńskiej, zm. 30 marca 1965 w Mołodecznie) – białoruski działacz komunistyczny, Bohater Związku Radzieckiego (1944).

## Życiorys
Urodził się w białoruskiej rodzinie chłopskiej. Odbył służbę w polskiej armii, w 1926 skończył szkołę artylerii w Nowej Wilejce, w 1934 wstąpił do KPZB, był członkiem jej komitetu rejonowego, kilkakrotnie był aresztowany. Po zajęciu tzw. Zachodniej Białorusi przez ZSRR we wrześniu 1939 został dyrektorem przedsiębiorstwa torfowego, podczas wojny ZSRR z Niemcami dowodził brygadą partyzancką „Za Radziecką Białoruś” i działał w podziemnych organizacjach komunistycznych w rejonie Wilejki, Mołodeczna i Smorgoni; dowodzona przez niego brygada w 1944 połączyła się z regularną Armią Czerwoną. 15 sierpnia 1944 otrzymał tytuł Bohatera Związku Radzieckiego i Order Lenina. Po wojnie został przewodniczącym Komitetu Wykonawczego Rady Miejskiej w Wilejce, później był zastępcą przewodniczącego rejonowego komitetu wykonawczego kolejno w Wilejce i Mołodecznie. Został pochowany w Mołodecznie, gdzie postawiono jego popiersie i jego imieniem nazwano ulicę.